# السلم المتحرك الزجاجي
السلم المتحرك الزجاجي قدّمت كريستين وليامز مصطلح «السلم المُتحرك الزجاجيّ» في بحث لها بعنوان: «السلم المُتحرك الزجاجيّ: المميزات الخفيّة للرجال في المهن الأنثوية» والذي تم نشره في أغسطس 1992.
يُشير السلم المُتحرك الزجاجي إلى الطريقةِ غير الملحوظة التي تقوم على تسريع حصول الرجال – من البيض مغايري الجنس – على مناصب أعلى من النساء - تحت نفس الظروف من المهارة والجدية في العمل - عند التحاقهم بالمجالات التي كانت تختص بها المرأة، كالتمريض والتدريس مثلًا.
هذهِ الفكرة مُوازية لفكرة «السقف الزجاجيّ» المشهورة؛ والتي تشير إلى العقبات المتمثلّة في القيود التي تُفرض على المرأة ودورها في أماكن العمل وتُعيقها عن التقدم في حياتها المهنيّة رغم جدارتِها.

## أنواع الوظائف
حتى في المهن التي يسيطر عليها النساء يتولى الرجال مناصب قيادية بمعدلات أعلى من النساء. وعند التفكير في الرجال في المهن التي تهيمن عليها النساء فإن المهن الأربع التي يتم فحصها في الغالب لهذه الظاهرة هي: التعليم والتمريض والعمل الاجتماعي وأمانة المكتبات. هذه المهن منفصلة عن الجنس وبها نسب أعلى بكثير من النساء العاملات. على الرغم من أن هذه المهن قد اكتسبت المزيد من الرجال في العقود القليلة الماضية، إلا أنها ستظل منفصلة الجنس وتوظف معظمها النساء. وتعترف وليامز بأنه من النادر إيجاد مهن يكون فيها الرجال والنساء متساوون في التمثيل في نفس المستوى الوظيفي.
وغالِباً في هذه الوظائف عندما يتم توظيف الرجال يتم إسراع تقدّمهم إلى المناصب العليا في أدوار الإدارة والقيادة. يحدث هذا حتى عندما يكون لدى الرجال نية قليلة في الرغبة في هذه الأدوار عند التقديم وإجراء مقابلة وظيفتهم. تقترح كريستين وليامز أنه «كما لو كان على مصعد متحرك، يجب أن يعملوا على البقاء في مكانهم.»  مما يشير إلى أن صعودهم إلى أدوار قيادية سيكون بلا عناء ولا مفر منه. بالإضافة إلى أنه أمر لا مفر منه فإنهم غالباً ما يتعرضون لضغوط لتولي هذه الأدوار. مقترح أن هذا بسبب أن الخصائص المرتبطة بالرجال والذكورة ينظر إليها على أنها أهم أو أعلى من الخصائص المرتبطة بالأنوثة.